# Kovács István (plébános)
Kovács István (Tállya, 1912. november 5. – Székesfehérvár, 1993. július 6.) az Esztergomi Főegyházmegye papja, a kánonjog doktora.

## Élete
1912. november 5-én született a Zemplén vármegyei Tállyán. Esztergomban szentelték pappá 1939. február 27-én. Ezután káplán lett Zsigárdon és még ugyanebben az évben Párkányban, 1940-ben Karancsságon, 1941-ben Balassagyarmaton, 1942-ben Esztergom-Belvárosban. 1943-tól hittanár Budapesten, 1950-ben kisegítő lelkész Budapest-Törökőrön. Ismét káplán 1951-ben Budapesten a Szűz Mária Szíve-templomban, 1953-ban Hédervárott, és ugyanezen évben Drégelypalánkon, majd Kemencén, 1954-ben Dorogon. Plébánosi kinevezését 1956-ban Ásványráró plébániára kapta. 1958-ban főegyházmegyei tanácsosi címmel tüntették ki. 1977-ben a Hédervári espereskerület espereshelyettesévé, 1982-ben esperesévé nevezték ki. 1984-ben az esztergomi főszékesegyházi káptalan tiszteletbeli kanonokja lett. 1986-ban nyugdíjba ment és a székesfehérvári papi otthonba költözött. Itt hunyt el kórházban életének 81., papságának 54. évében 1993. július 6-án. A székesfehérvári Hosszú temető papi parcellájában temették el (36-os busz Hosszú temető megállója; a temető kápolnájához képest a temető másik végében található).

## Műve
- A magánkegyúri jog kialakulása. Kiadták Budapesten 1938-ban.